# Liste erhaltener Bettelordenskirchen
Die Liste führt Kirchen auf, die im 13. bis etwa 15. Jahrhundert als Bettelordenskirche errichtet wurden und bis heute – auch als Ruine oder ohne Nutzung als Kirche – erhalten sind.

## Deutschland

### Baden-Württemberg
- Dominikanerkirche, Bad Wimpfen
- Dominikanerkirche (Münster St. Paul) in Esslingen am Neckar, 1268 fertiggestellt
- Ehemalige Franziskanerkirche St. Georg (Hintere Kirche) in Esslingen am Neckar, um 1270, (nur Chor erhalten)
- Martinskirche, Freiburg i. Br. (Franziskaner)
- Augustinereremitenkirche (heute Augustinermuseum), Freiburg i. Br.
- Dreifaltigkeitskirche in Konstanz, Klosterkirche der Augustiner-Eremiten, Baubeginn im späten 13. Jahrhundert
- Predigerkirche (Rottweil)
- Mariä Verkündigung, ehemalige Dominikanerinnenklosterkirche des Klosters Gotteszell in Schwäbisch Gmünd, um 1240, heute Kirche der Justizvollzugsanstalt für Frauen Gotteszell
- St. Augustinus, ehemalige Augustiner-Eremiten-Ordenskirche in Schwäbisch Gmünd, heute evangelische Gemeindekirche
- St. Franziskus, ehemalige Franziskanerordenskirche St. Ludwig in Schwäbisch Gmünd, heute katholische Gemeindekirche
- Kloster Söflingen, ehemaliges Klarissen-Nonnenkloster
- Franziskanerkirche in Überlingen
- Franziskanerkirche (heute Franziskanermuseum), Villingen

### Bayern
- Barfüßerkirche in Augsburg.
- Ehemalige Dominikanerinnenkirche in Augsburg (Katharinenkirche), heute Staatsgalerie Altdeutsche Meister
- Ehemalige Dominikanerkirche in Augsburg, zwischen 1513 und 1515 erbaut, heute Römisches Museum Augsburg

- Dominikanerkirche in Landshut, erbaut ab 1271

- Franziskanerkirche in Ingolstadt, ab 1275 erbaut

- Ehemalige Dominikanerkirche in Regensburg, ab 1229 erbaut
- Ehemalige Minoritenkirche der Franziskaner in Regensburg, zwischen 1255 und 1275 erbaut, heute Teil des Historisches Museums Regensburg

- Ehemalige Karmeliterkirche in Straubing, zwischen 1368 und 1430 erbaut

- Ehemalige Karmeliterkirche in Weißenburg, erbaut ab 1325

- Ehemalige Franziskanerkirche in Rothenburg ob der Tauber, heute evangelisch-lutherische Pfarrkirche
- Franziskanerkirche in Würzburg, erbaut ab 1221

### Berlin
- Ehemalige Klosterkirche der Franziskaner in Berlin, um 1250, als Ruine erhalten

### Hessen
- Ehemalige Klosterkirche der Dominikaner in Frankfurt am Main, erbaut 1238–1259, nach der Zerstörung im bei den Luftangriffen auf Frankfurt am Main im Zweiten Weltkrieg 1958 bis 1961 vereinfacht wiederaufgebaut, heute evangelische Heiliggeistkirche
- Ehemalige Klosterkirche der Karmeliter in Frankfurt am Main, Baubeginn nach 1246, 1944 zerstört, 1984 bis 1988 als Archäologisches Museum wiederaufgebaut
- Ehemalige Klosterkirche der Minoriten in Fritzlar, erbaut 1246–1320, heute evangelische Stadtkirche
- Ehemalige Klosterkirche der Karmeliter in Hirschhorn
- Ehemalige Klosterkirche der Karmeliten in Kassel, erbaut um 1298
- Ehemalige Klosterkirche der Dominikaner in Marburg, erbaut 1291–1300, heute Universitätskirche

### Mecklenburg-Vorpommern
- Klarissenkloster Ribnitz, 1324, heute Deutsches Bernsteinmuseum
- Johanniskloster in Stralsund, ehemalige Franziskanerkirche, 1254, als Ruine erhalten
- Katharinenkirche in Stralsund, Dominikanerkirche, 1287 geweiht, heute Deutsches Meeresmuseum
- St. Johannis in Neubrandenburg, ehemaliges Franziskanerkloster, 1248

### Niedersachsen
- Brüdernkirche, ehemalige Franziskanerkirche in Braunschweig, 14./15. Jahrhundert, seit 1544 evangelische Pfarrkirche
- Dominikanerkirche in Osnabrück, spätes 13. Jahrhundert, heute Kunsthalle

### Nordrhein-Westfalen
- St. Nikolaus in Aachen, 1327 geweiht, bis 1802 Klosterkirche der Minoriten
- St. Paul in Aachen, spätgotische ehemalige Kirche des Dominikanerklosters Aachen
- St. Jodokus in Bielefeld, von 1511 bis zur Klosteraufhebung 1829 Klosterkirche der Franziskaner, heute katholische Pfarrkirche
- Süsterkirche in Bielefeld, ehemalige Kirche der Augustinerinnen von 1491, heute evangelisch-reformierte Pfarrkirche
- Klosterkirche in Blomberg, ehemalige Augustinerkirche, 1485 geweiht, heute evangelisch-reformierte Pfarrkirche
- St. Agnes in Bocholt, Kapelle der Augustinerinnen, Weihe 1455
- St. Remigius in Bonn, 1317, bis 1806 Minoritenkirche, heute Kirche der Katholischen Hochschulgemeinde
- Propsteikirche in Dortmund, ehemalige Dominikanerkirche, 1458 geweiht, heute katholische Pfarrkirche
- St. Marien in Hamminkeln-Marienthal, 1345 geweiht, Kirche der Augustiner-Eremiten, heute der Karmeliter
- Marienkirche Höxter, ehemalige Klosterkirche der Minoriten, um 1283
- Antoniterkirche in Köln (1350–1378), heute evangelische Citykirche
- Minoritenkirche in Köln, Baubeginn 1245
- Kloster Seligenthal (Sieg), Klosterkirche der Franziskaner, 1255 geweiht, heute katholische Pfarrkirche
- St.-Johannes-Evangelist-Kirche in Halle-Stockkämpen (Westfalen), Baubeginn 1691, heute katholische Pfarrkirche
- St. Antonius (Wipperfürth), erbaut 1670–1674, bis 1818 Franziskanerkirche, heute Filialkirche

### Rheinland-Pfalz
- Ehemalige Klosterkirche der Franziskaner-Minoriten in Andernach, erbaut ca. 1350–1450, heute evangelische Christuskirche
- Karmeliterkirche in Boppard, um 1300–1330
- Martinskirche in Kaiserslautern, ehemalige Klosterkirche der Franziskaner, erbaut ca. 1284–1300, heute katholische Pfarrkirche
- Ehemalige Klosterkirche der Dominikanerinnen in Lambrecht (Pfalz), begonnen 1320, heute protestantische Pfarrkirche
- Ehemalige Klosterkirche der Augustiner-Eremiten in Landau in der Pfalz, erbaut um 1300, heute katholische Pfarrkirche
- Antoniterkapelle in Mainz, Kapelle der Antoniter aus dem 14. Jahrhundert
- Ehemalige Klosterkirche der Dominikaner in Speyer, erbaut 1266, 1689 wiederhergestellt, heute Teil des Bistumshauses St. Ludwig
- Ehemalige Klosterkirche der Franziskaner in Trier, erbaut um 1240, später Jesuitenkirche, heute Kirche des Priesterseminars (Jesuitenkirche (Trier))
- Ehemalige Klosterkirche St. Katharina der Augustinereremiten in Trier, erbaut um 1280–1320. Heute genutzt als Ratssaal.

### Sachsen
- Mönchskirche in Bautzen, Klosterkirche der Franziskaner, um 1240, seit Brand 1598 als Ruine erhalten
- Klosterkirche der Augustiner-Eremiten in Grimma, erste Bettelordenskirche in Sachsen, um 1290, heute zu kulturellen Zwecken genutzt

### Sachsen-Anhalt
- St. Katharinenkirche in Halberstadt, Klosterkirche der Dominikaner, 1231 fertiggestellt, 1360 vollendet
- Klarissenkirche in Weißenfels, Chorraum als Friedhofskapelle erhalten, Anfang 14. Jahrhundert

### Thüringen
- Kirche des Augustinerklosters in Erfurt (13./14. Jahrhundert)
- Barfüßerkirche in Erfurt (14. Jahrhundert), nach Kriegszerstörung 1944 als Ruine erhalten
- Predigerkirche in Erfurt, 1230 als Dominikanerkirche geweiht

## Belgien
- Sint Catharinakerk, Diest, Kirche eines Beginenhofes
- Sint Jan de Doper (Löwen), Kirche eines Beginenhofes
- Saint-Nicolas et Saint-Jean (Nivelles) Kirche eines Franziskaner-Rekollektenklosters
- Paterskerk (Tienen), Kirche eines Beginenhofes, Baubeginn 1245

## Frankreich
- Dominikanerkirche Colmar.
- Ehemalige Klosterkirche der Dominikanerinnen in Colmar, erbaut 1252–69, heute Musée d’Unterlinden.
- Ehemalige Klosterkirche der Franziskaner St-Mathieu in Colmar
- Ehemalige Klosterkirche des Dominikanerklosters in Guebwiller.
- Karmelitenkirche, Ménerbes
- Ehemalige Klosterkirche der Franziskaner in Nancy (Église des Cordeliers de Nancy), eingeweiht 1487.
- Ehemalige Klosterkirche der Franziskaner in Rouffach
- Ehemalige Klosterkirche der Franziskaner in Sarrebourg (Chapelle des Cordeliers de Sarrebourg), begonnen 1266, heute Museum.
- Ehemalige Klosterkirche der Franziskaner-Rekollekten (Récollets) in Saverne
- Johanniskirche (Straßburg)
- Wilhelmskirche (Straßburg)
- Dominikanerkirche Arles
- Ste-Marie-Madeleine de Saint-Maximin-la-Sainte-Baume
- Les Jacobins, Toulouse
- Église Saint-Cannat, Marseille
- Ehemalige Klosterkirche der Dominikaner in Wissembourg

## Italien
- San Francesco, Arezzo
- Basilika San Francesco in Assisi
- Dominikanerkirche in Bozen
- Franziskanerkirche in Bozen
- Dominikanerkirche in Bologna, begonnen 1219.
- Franziskanerkirche in Bologna, begonnen 1236.
- Santa Croce in Florenz
- Santa Maria Novella in Florenz
- Santa Maria delle Grazie in Mailand
- Santa Maria Gloriosa dei Frari in Venedig
- Santi Giovanni e Paolo in Venedig

## Luxemburg
- Ehemalige Klosterkirche der Kapuziner in Luxemburg (Stadt), erbaut 1623, heute Theater.

## Niederlande
- Cellebroederskapel, Maastricht, 1479
- Dominicanenkerk in Maastricht, 13. Jahrhundert
- Franciscanerkerk, Maastricht
- Kruisherenkerk, Maastricht, 1440
- Engelse Kerk (Middelburg), ehemalige Kapelle der Alexianer, erbaut 1471 bis 1484
- Begardenkapelle, Roermond, spätgotische Kapelle eines Begardenhofes
- Kreuzherrenkirche (Sint Agatha), 15. Jahrhundert

## Malta
- St. Francis of Assisi, Valletta

## Österreich
- Dominikanerkirche Krems, 1240–1330

## Schweden
- Ehemalige Klosterkirche St. Karin (Visby) der Franziskaner, erbaut 1233–1250, seit 1525 Ruine.

## Schweiz
- Barfüsserkirche in Basel, heute historisches Museum
- Predigerkirche in Basel
- Predigerkirche in Zürich
- Dominikanerkirche in St. Gallen
- Dominikanerkirche in Bern (heute Französische Kirche)
- Franziskanerkirche in Freiburg im Üechtland
- St-François in Lausanne
- Klosterkirche in Königsfelden
- Sta Maria degli Angeli in Lugano

## Türkei
- ehemalige Dominikanerkirche in Istanbul, 14. Jahrhundert

## Zypern
- Karmelitenkirche (Famagusta)